# Carlo di Nicosia
Carlo di Nicosia (fl. XV secolo) è stato un poeta italiano.
Autore probabilmente siciliano di un poemetto, a lungo attribuito a san Francesco di Paola, sulla Passione di Cristo: il testo poetico, provvisto di una traduzione in prosa francese, è tramandato da un codice quattrocentesco conservato attualmente nella Biblioteca nazionale di Francia.